# Clasificación para la Copa Africana de Naciones de 2023
La clasificación para la Copa Africana de Naciones 2023 fue un torneo organizado por la Confederación Africana de Fútbol (CAF) para decidir los equipos que participaron de la Copa Africana de Naciones 2023.

## Ronda preliminar
En esta fase ingresaron los doce equipos con la clasificación más baja en el ranking FIFA. Se emparejaron en seis llaves y se jugó en formato de ida y vuelta. Los seis ganadores avanzaron a la Fase de grupos para unirse a los 42 equipos que entraron directamente.
Los partidos de ida se jugaron el 23 y 24 de marzo, mientras que los de vuelta entre el 27 y 29 de marzo de 2022.
| Local en la ida       | Agr. | Local en la vuelta | Ida       | Vuelta    |
| --------------------- | ---- | ------------------ | --------- | --------- |
| Eritrea               | w/o  | Botsuana           | Cancelado | Cancelado |
| Santo Tomé y Príncipe | 4–3  | Mauricio           | 1–0       | 3–3       |
| Yibuti                | 2–5  | Sudán del Sur      | 2–4       | 0–1       |
| Seychelles            | 1–3  | Lesoto             | 0–0       | 1–3       |
| Somalia               | 1–5  | Suazilandia        | 0–3       | 1–2       |
| Chad                  | 2–3  | Gambia             | 0–1       | 2–2       |

## Fase de grupos
El sorteo de la Fase de grupos tuvo lugar el 19 de abril de 2022 a las 19:30 (UTC+2) en Johannesburgo, Sudáfrica. Los 48 equipos se sortearon en 12 grupos de cuatro equipos (del Grupo A al Grupo L). Los grupos estuvieron compuestos por los 42 equipos que ingresaron directamente, además de los seis ganadores de la Ronda preliminar.
Los anfitriones de la Copa Africana de Naciones 2023, Costa de Marfil, participaron en las eliminatorias con el cupo garantizado en el torneo, independientemente de su clasificación en el grupo. Sus partidos y resultados contaron para determinar la clasificación de los otros equipos de su grupo, lo que significó que solo el equipo mejor clasificado dentro de su grupo, aparte de Costa de Marfil, se clasificó para el torneo final.
La distribución de los bombos se realizó en base al ranking FIFA publicado el 31 de marzo de 2022.
| Bombo 1 | Bombo 2 | Bombo 3 | Bombo 4 |
| --- | --- | --- | --- |
| Senegal (20) Marruecos (24) Nigeria (30) Egipto (32) Túnez (35) Camerún (37) Argelia (44) Malí (52) Costa de Marfil (53) Burkina Faso (56) Ghana (60) República Democrática del Congo (67) | Sudáfrica (69) Cabo Verde (71) Guinea (80) Gabón (81) Benín (84) Uganda (86) Zambia (87) Congo (98) Guinea Ecuatorial (99) Madagascar (102) Kenia (104) Sierra Leona (108) | Namibia (112) Mauritania (113) Guinea-Bisáu (115) Níger (116) Libia (117) Mozambique (119) Malaui (120) Togo (121) Zimbabue (122) Gambia (123) Angola (126) Comoras (128) | Tanzania (130) República Centroafricana (131) Sudán (132) Ruanda (136) Burundi (139) Etiopía (140) Suazilandia (143) Lesoto (145) Botsuana (148) Liberia (149) Sudán del Sur (161) Santo Tomé y Príncipe (189) |

Kenia y Zimbabue se incluyeron en el sorteo a pesar de que la FIFA los suspendió temporalmente de todas las actividades futbolísticas internacionales. Sin embargo, si la suspensión no se levantaba dos semanas antes de su primer partido de las eliminatorias, ambos equipos nacionales serían eliminados de la competencia. En ese caso, sus grupos estarían compuestos por solo tres equipos y el ganador del grupo y el subcampeón se clasificarían para la final. Tanto Kenia como Zimbabue no podían ser sorteados en el mismo grupo para evitar un grupo con solo dos equipos en caso de que no se levantase la suspensión. El 23 de mayo de 2022 la CAF anunció que Kenia y Zimbabue eran descalificadas de las clasificatorias, debido a la sanción impuesta por la FIFA.
Criterios de desempate
Los equipos se clasificaron de acuerdo con puntos (tres puntos por una victoria, un punto por un empate, cero puntos por una derrota). Si estaban empatado en puntos, los criterios de desempate se aplicaron en el siguiente orden (Regulaciones. Art. 14):
1. Puntos en partidos cara a cara entre equipos empatados;
2. Diferencia de goles en partidos cara a cara entre equipos empatados;
3. Goles anotados en partidos cara a cara entre equipos empatados;
4. Goles de visitante anotados en partidos cara a cara entre equipos empatados;
5. Si más de dos equipos están empatados, y después de aplicar todos los criterios en partidos cara a cara anteriores, un subconjunto de equipos todavía está empatado, todos los criterios en partidos cara a cara anteriores se vuelven a aplicar exclusivamente a este subconjunto de equipos;
6. Diferencia de goles en todos los partidos de grupo;
7. Goles anotados en todos los partidos del grupo;
8. Goles de visitante marcados en todos los partidos de grupo;
9. Sorteo.

     – Clasificados a la Copa Africana de Naciones 2023.
     – Descalificados.

### Grupo A
| Pos. | Equipo                | Pts. | PJ | G | E | P | GF | GC | Dif. |  |      | Bandera de Nigeria | Bandera de Guinea-Bisáu | Bandera de Sierra Leona | Bandera de Santo Tomé y Príncipe |
| ---- | --------------------- | ---- | -- | - | - | - | -- | -- | ---- |  | ---- | ------------------ | ----------------------- | ----------------------- | -------------------------------- |
| 1    | Nigeria               | 15   | 6  | 5 | 0 | 1 | 22 | 4  | +18  |  |      | —                  | 0–1                     | 2–1                     | 6–0                              |
| 2    | Guinea-Bisáu          | 13   | 6  | 4 | 1 | 1 | 11 | 5  | +6   |  | 0–1  | —                  | 2–1                     | 5–1                     |                                  |
| 3    | Sierra Leona          | 5    | 6  | 1 | 2 | 3 | 10 | 11 | −1   |  |      | 2–3                | 2–2                     | —                       | 2–2                              |
| 4    | Santo Tomé y Príncipe | 1    | 6  | 0 | 1 | 5 | 3  | 26 | −23  |  | 0–10 | 0–1                | 0–2                     | —                       |                                  |

 Fuente: CAF
| \| Fecha \| Lugar \| Local \| \| Resultado \| \| Visitante \| \| ------------------------ \| -------------------- \| --------------------- \| \| --------- \| \| --------------------- \| \| 9 de junio de 2022 \| Agadir (Marruecos) \| Guinea-Bisáu \| \| 5 – 1 \| \| Santo Tomé y Príncipe \| \| 9 de junio de 2022 \| Abuya \| Nigeria \| \| 2 – 1 \| \| Sierra Leona \| \| 13 de junio de 2022 \| Agadir (Marruecos) \| Santo Tomé y Príncipe \| \| 0 – 10 \| \| Nigeria \| \| 13 de junio de 2022 \| Conakri (Guinea) \| Sierra Leona \| \| 2 – 2 \| \| Guinea-Bisáu \| \| 22 de marzo de 2023 \| Agadir (Marruecos) \| Sierra Leona \| \| 2 – 2 \| \| Santo Tomé y Príncipe \| \| 24 de marzo de 2023 \| Abuya \| Nigeria \| \| 0 – 1 \| \| Guinea-Bisáu \| \| 26 de marzo de 2023 \| Agadir (Marruecos) \| Santo Tomé y Príncipe \| \| 0 – 2 \| \| Sierra Leona \| \| 27 de marzo de 2023 \| Bisáu \| Guinea-Bisáu \| \| 0 – 1 \| \| Nigeria \| \| 14 de junio de 2023 \| Bisáu (Guinea-Bisáu) \| Santo Tomé y Príncipe \| \| 0 – 1 \| \| Guinea-Bisáu \| \| 18 de junio de 2023 \| Monrovia (Liberia) \| Sierra Leona \| \| 2 – 3 \| \| Nigeria \| \| 10 de septiembre de 2023 \| Uyo \| Nigeria \| \| 6 – 0 \| \| Santo Tomé y Príncipe \| \| 11 de septiembre de 2023 \| Bisáu \| Guinea-Bisáu \| \| 2 – 1 \| \| Sierra Leona \| |                      |                       |                                  |           |                                  |                       |
| Fecha | Lugar                | Local                 |                                  | Resultado |                                  | Visitante             |
| 9 de junio de 2022 | Agadir (Marruecos)   | Guinea-Bisáu          | Bandera de Guinea-Bisáu          | 5 – 1     | Bandera de Santo Tomé y Príncipe | Santo Tomé y Príncipe |
| 9 de junio de 2022 | Abuya                | Nigeria               | Bandera de Nigeria               | 2 – 1     | Bandera de Sierra Leona          | Sierra Leona          |
| 13 de junio de 2022 | Agadir (Marruecos)   | Santo Tomé y Príncipe | Bandera de Santo Tomé y Príncipe | 0 – 10    | Bandera de Nigeria               | Nigeria               |
| 13 de junio de 2022 | Conakri (Guinea)     | Sierra Leona          | Bandera de Sierra Leona          | 2 – 2     | Bandera de Guinea-Bisáu          | Guinea-Bisáu          |
| 22 de marzo de 2023 | Agadir (Marruecos)   | Sierra Leona          | Bandera de Sierra Leona          | 2 – 2     | Bandera de Santo Tomé y Príncipe | Santo Tomé y Príncipe |
| 24 de marzo de 2023 | Abuya                | Nigeria               | Bandera de Nigeria               | 0 – 1     | Bandera de Guinea-Bisáu          | Guinea-Bisáu          |
| 26 de marzo de 2023 | Agadir (Marruecos)   | Santo Tomé y Príncipe | Bandera de Santo Tomé y Príncipe | 0 – 2     | Bandera de Sierra Leona          | Sierra Leona          |
| 27 de marzo de 2023 | Bisáu                | Guinea-Bisáu          | Bandera de Guinea-Bisáu          | 0 – 1     | Bandera de Nigeria               | Nigeria               |
| 14 de junio de 2023 | Bisáu (Guinea-Bisáu) | Santo Tomé y Príncipe | Bandera de Santo Tomé y Príncipe | 0 – 1     | Bandera de Guinea-Bisáu          | Guinea-Bisáu          |
| 18 de junio de 2023 | Monrovia (Liberia)   | Sierra Leona          | Bandera de Sierra Leona          | 2 – 3     | Bandera de Nigeria               | Nigeria               |
| 10 de septiembre de 2023 | Uyo                  | Nigeria               | Bandera de Nigeria               | 6 – 0     | Bandera de Santo Tomé y Príncipe | Santo Tomé y Príncipe |
| 11 de septiembre de 2023 | Bisáu                | Guinea-Bisáu          | Bandera de Guinea-Bisáu          | 2 – 1     | Bandera de Sierra Leona          | Sierra Leona          |

### Grupo B
| Pos. | Equipo       | Pts. | PJ | G | E | P | GF | GC | Dif. |  |     | Bandera de Burkina Faso | Bandera de Cabo Verde | Bandera de Togo | Bandera de Suazilandia |
| ---- | ------------ | ---- | -- | - | - | - | -- | -- | ---- |  | --- | ----------------------- | --------------------- | --------------- | ---------------------- |
| 1    | Burkina Faso | 11   | 6  | 3 | 2 | 1 | 8  | 5  | +3   |  |     | —                       | 2–0                   | 1–0             | 0–0                    |
| 2    | Cabo Verde   | 10   | 6  | 3 | 1 | 2 | 8  | 6  | +2   |  | 3–1 | —                       | 2–0                   | 0–0             |                        |
| 3    | Togo         | 8    | 6  | 2 | 2 | 2 | 8  | 8  | 0    |  |     | 1–1                     | 3–2                   | —               | 2–2                    |
| 4    | Suazilandia  | 3    | 6  | 0 | 3 | 3 | 3  | 8  | −5   |  | 1–3 | 0–1                     | 0–2                   | —               |                        |

 Fuente: CAF
| \| Fecha \| Lugar \| Local \| \| Resultado \| \| Visitante \| \| ------------------------ \| ------------------------- \| ------------ \| \| --------- \| \| ------------ \| \| 3 de junio de 2022 \| Lomé \| Togo \| \| 2 – 2 \| \| Esuatini \| \| 3 de junio de 2022 \| Marrakech (Marruecos) \| Burkina Faso \| \| 2 – 0 \| \| Cabo Verde \| \| 7 de junio de 2022 \| Johannesburgo (Sudáfrica) \| Suazilandia \| \| 1 – 3 \| \| Burkina Faso \| \| 7 de junio de 2022 \| Marrakech (Marruecos) \| Cabo Verde \| \| 2 – 0 \| \| Togo \| \| 24 de marzo de 2023 \| Praia \| Cabo Verde \| \| 0 – 0 \| \| Suazilandia \| \| 24 de marzo de 2023 \| Marrakech (Marruecos) \| Burkina Faso \| \| 1 – 0 \| \| Togo \| \| 28 de marzo de 2023 \| Nelspruit (Sudáfrica) \| Suazilandia \| \| 0 – 1 \| \| Cabo Verde \| \| 28 de marzo de 2023 \| Lomé \| Togo \| \| 1 – 1 \| \| Burkina Faso \| \| 18 de junio de 2023 \| Nelspruit (Sudáfrica) \| Suazilandia \| \| 0 – 2 \| \| Togo \| \| 18 de junio de 2023 \| Praia \| Cabo Verde \| \| 3 – 1 \| \| Burkina Faso \| \| 8 de septiembre de 2023 \| Marrakech (Marruecos) \| Burkina Faso \| \| 0 – 0 \| \| Suazilandia \| \| 10 de septiembre de 2023 \| Lomé \| Togo \| \| 3 – 2 \| \| Cabo Verde \| |                           |              |                         |           |                         |              |
| Fecha | Lugar                     | Local        |                         | Resultado |                         | Visitante    |
| 3 de junio de 2022 | Lomé                      | Togo         | Bandera de Togo         | 2 – 2     | Bandera de Suazilandia  | Esuatini     |
| 3 de junio de 2022 | Marrakech (Marruecos)     | Burkina Faso | Bandera de Burkina Faso | 2 – 0     | Bandera de Cabo Verde   | Cabo Verde   |
| 7 de junio de 2022 | Johannesburgo (Sudáfrica) | Suazilandia  | Bandera de Suazilandia  | 1 – 3     | Bandera de Burkina Faso | Burkina Faso |
| 7 de junio de 2022 | Marrakech (Marruecos)     | Cabo Verde   | Bandera de Cabo Verde   | 2 – 0     | Bandera de Togo         | Togo         |
| 24 de marzo de 2023 | Praia                     | Cabo Verde   | Bandera de Cabo Verde   | 0 – 0     | Bandera de Suazilandia  | Suazilandia  |
| 24 de marzo de 2023 | Marrakech (Marruecos)     | Burkina Faso | Bandera de Burkina Faso | 1 – 0     | Bandera de Togo         | Togo         |
| 28 de marzo de 2023 | Nelspruit (Sudáfrica)     | Suazilandia  | Bandera de Suazilandia  | 0 – 1     | Bandera de Cabo Verde   | Cabo Verde   |
| 28 de marzo de 2023 | Lomé                      | Togo         | Bandera de Togo         | 1 – 1     | Bandera de Burkina Faso | Burkina Faso |
| 18 de junio de 2023 | Nelspruit (Sudáfrica)     | Suazilandia  | Bandera de Suazilandia  | 0 – 2     | Bandera de Togo         | Togo         |
| 18 de junio de 2023 | Praia                     | Cabo Verde   | Bandera de Cabo Verde   | 3 – 1     | Bandera de Burkina Faso | Burkina Faso |
| 8 de septiembre de 2023 | Marrakech (Marruecos)     | Burkina Faso | Bandera de Burkina Faso | 0 – 0     | Bandera de Suazilandia  | Suazilandia  |
| 10 de septiembre de 2023 | Lomé                      | Togo         | Bandera de Togo         | 3 – 2     | Bandera de Cabo Verde   | Cabo Verde   |

### Grupo C
| Pos. | Equipo  | Pts. | PJ | G | E | P | GF | GC | Dif. |  |     | Bandera de Camerún | Bandera de Namibia | Bandera de Burundi | Bandera de Kenia |
| ---- | ------- | ---- | -- | - | - | - | -- | -- | ---- |  | --- | ------------------ | ------------------ | ------------------ | ---------------- |
| 1    | Camerún | 7    | 4  | 2 | 1 | 1 | 6  | 3  | +3   |  |     | —                  | 1–1                | 3–0                | —                |
| 2    | Namibia | 5    | 4  | 1 | 2 | 1 | 6  | 6  | 0    |  | 2–1 | —                  | 1–1                | —                  |                  |
| 3    | Burundi | 4    | 4  | 1 | 1 | 2 | 4  | 7  | −3   |  |     | 0–1                | 3–2                | —                  | —                |
| 4    | Kenia   | 0    | 0  | 0 | 0 | 0 | 0  | 0  | 0    |  |     | —                  | —                  | —                  | —                |

 Fuente: CAF
| \| Fecha \| Lugar \| Local \| \| Resultado \| \| Visitante \| \| ------------------------ \| ------------------------- \| ------- \| \| --------- \| \| --------- \| \| 4 de junio de 2022 \| Johannesburgo (Sudáfrica) \| Namibia \| \| 1 – 1 \| \| Burundi \| \| Cancelado \| \| Camerún \| \| – \| \| Kenia \| \| 9 de junio de 2022 \| Dar es-Salam (Tanzania) \| Burundi \| \| 0 – 1 \| \| Camerún \| \| Cancelado \| \| Kenia \| \| – \| \| Namibia \| \| 24 de marzo de 2023 \| Yaundé \| Camerún \| \| 1 – 1 \| \| Namibia \| \| Cancelado \| \| Kenia \| \| – \| \| Burundi \| \| 28 de marzo de 2023 \| Johannesburgo (Sudáfrica) \| Namibia \| \| 2 – 1 \| \| Camerún \| \| Cancelado \| \| Burundi \| \| – \| \| Kenia \| \| 20 de junio de 2023 \| Dar es-Salam (Tanzania) \| Burundi \| \| 3 – 2 \| \| Namibia \| \| Cancelado \| \| Kenia \| \| – \| \| Camerún \| \| 12 de septiembre de 2023 \| Garua \| Camerún \| \| 3 – 0 \| \| Burundi \| \| Cancelado \| \| Namibia \| \| – \| \| Kenia \| |                           |         |                    |           |                    |           |
| Fecha | Lugar                     | Local   |                    | Resultado |                    | Visitante |
| 4 de junio de 2022 | Johannesburgo (Sudáfrica) | Namibia | Bandera de Namibia | 1 – 1     | Bandera de Burundi | Burundi   |
| Cancelado |                           | Camerún | Bandera de Camerún | –         | Bandera de Kenia   | Kenia     |
| 9 de junio de 2022 | Dar es-Salam (Tanzania)   | Burundi | Bandera de Burundi | 0 – 1     | Bandera de Camerún | Camerún   |
| Cancelado |                           | Kenia   | Bandera de Kenia   | –         | Bandera de Namibia | Namibia   |
| 24 de marzo de 2023 | Yaundé                    | Camerún | Bandera de Camerún | 1 – 1     | Bandera de Namibia | Namibia   |
| Cancelado |                           | Kenia   | Bandera de Kenia   | –         | Bandera de Burundi | Burundi   |
| 28 de marzo de 2023 | Johannesburgo (Sudáfrica) | Namibia | Bandera de Namibia | 2 – 1     | Bandera de Camerún | Camerún   |
| Cancelado |                           | Burundi | Bandera de Burundi | –         | Bandera de Kenia   | Kenia     |
| 20 de junio de 2023 | Dar es-Salam (Tanzania)   | Burundi | Bandera de Burundi | 3 – 2     | Bandera de Namibia | Namibia   |
| Cancelado |                           | Kenia   | Bandera de Kenia   | –         | Bandera de Camerún | Camerún   |
| 12 de septiembre de 2023 | Garua                     | Camerún | Bandera de Camerún | 3 – 0     | Bandera de Burundi | Burundi   |
| Cancelado |                           | Namibia | Bandera de Namibia | –         | Bandera de Kenia   | Kenia     |

### Grupo D
| Pos. | Equipo  | Pts. | PJ | G | E | P | GF | GC | Dif. |  |     | Bandera de Egipto | Bandera de Guinea | Bandera de Malaui | Bandera de Etiopía |
| ---- | ------- | ---- | -- | - | - | - | -- | -- | ---- |  | --- | ----------------- | ----------------- | ----------------- | ------------------ |
| 1    | Egipto  | 15   | 6  | 5 | 0 | 1 | 10 | 3  | +7   |  |     | —                 | 1–0               | 2–0               | 1–0                |
| 2    | Guinea  | 10   | 6  | 3 | 1 | 2 | 9  | 7  | +2   |  | 1–2 | —                 | 1–0               | 2–0               |                    |
| 3    | Malaui  | 5    | 6  | 1 | 2 | 3 | 4  | 10 | −6   |  |     | 0–4               | 2–2               | —                 | 2–1                |
| 4    | Etiopía | 4    | 6  | 1 | 1 | 4 | 5  | 8  | −3   |  | 2–0 | 2–3               | 0–0               | —                 |                    |

 Fuente: CAF
| \| Fecha \| Lugar \| Local \| \| Resultado \| \| Visitante \| \| ----------------------- \| ---------------------- \| ------- \| \| --------- \| \| --------- \| \| 5 de junio de 2022 \| Lilongüe \| Malaui \| \| 2 – 1 \| \| Etiopía \| \| 5 de junio de 2022 \| El Cairo \| Egipto \| \| 1 – 0 \| \| Guinea \| \| 9 de junio de 2022 \| Conakri \| Guinea \| \| 1 – 0 \| \| Malaui \| \| 9 de junio de 2022 \| Lilongüe (Malaui) \| Etiopía \| \| 2 – 0 \| \| Egipto \| \| 24 de marzo de 2023 \| El Cairo \| Egipto \| \| 2 – 0 \| \| Malaui \| \| 24 de marzo de 2023 \| Casablanca (Marruecos) \| Guinea \| \| 2 – 0 \| \| Etiopía \| \| 27 de marzo de 2023 \| Rabat (Marruecos) \| Etiopía \| \| 2 – 3 \| \| Guinea \| \| 28 de marzo de 2023 \| Lilongüe \| Malaui \| \| 0 – 4 \| \| Egipto \| \| 14 de junio de 2023 \| Marrakech (Marruecos) \| Guinea \| \| 1 – 2 \| \| Egipto \| \| 20 de junio de 2023 \| Maputo (Mozambique) \| Etiopía \| \| 0 – 0 \| \| Malaui \| \| 8 de septiembre de 2023 \| El Cairo \| Egipto \| \| 1 – 0 \| \| Etiopía \| \| 9 de septiembre de 2023 \| Lilongüe \| Malaui \| \| 2 – 2 \| \| Guinea \| |                        |         |                    |           |                    |           |
| Fecha | Lugar                  | Local   |                    | Resultado |                    | Visitante |
| 5 de junio de 2022 | Lilongüe               | Malaui  | Bandera de Malaui  | 2 – 1     | Bandera de Etiopía | Etiopía   |
| 5 de junio de 2022 | El Cairo               | Egipto  | Bandera de Egipto  | 1 – 0     | Bandera de Guinea  | Guinea    |
| 9 de junio de 2022 | Conakri                | Guinea  | Bandera de Guinea  | 1 – 0     | Bandera de Malaui  | Malaui    |
| 9 de junio de 2022 | Lilongüe (Malaui)      | Etiopía | Bandera de Etiopía | 2 – 0     | Bandera de Egipto  | Egipto    |
| 24 de marzo de 2023 | El Cairo               | Egipto  | Bandera de Egipto  | 2 – 0     | Bandera de Malaui  | Malaui    |
| 24 de marzo de 2023 | Casablanca (Marruecos) | Guinea  | Bandera de Guinea  | 2 – 0     | Bandera de Etiopía | Etiopía   |
| 27 de marzo de 2023 | Rabat (Marruecos)      | Etiopía | Bandera de Etiopía | 2 – 3     | Bandera de Guinea  | Guinea    |
| 28 de marzo de 2023 | Lilongüe               | Malaui  | Bandera de Malaui  | 0 – 4     | Bandera de Egipto  | Egipto    |
| 14 de junio de 2023 | Marrakech (Marruecos)  | Guinea  | Bandera de Guinea  | 1 – 2     | Bandera de Egipto  | Egipto    |
| 20 de junio de 2023 | Maputo (Mozambique)    | Etiopía | Bandera de Etiopía | 0 – 0     | Bandera de Malaui  | Malaui    |
| 8 de septiembre de 2023 | El Cairo               | Egipto  | Bandera de Egipto  | 1 – 0     | Bandera de Etiopía | Etiopía   |
| 9 de septiembre de 2023 | Lilongüe               | Malaui  | Bandera de Malaui  | 2 – 2     | Bandera de Guinea  | Guinea    |

### Grupo E
| Pos. | Equipo                   | Pts. | PJ | G | E | P | GF | GC | Dif. |  |     | Bandera de Ghana | Bandera de Angola | Bandera de la República Centroafricana | Bandera de Madagascar |
| ---- | ------------------------ | ---- | -- | - | - | - | -- | -- | ---- |  | --- | ---------------- | ----------------- | -------------------------------------- | --------------------- |
| 1    | Ghana                    | 12   | 6  | 3 | 3 | 0 | 8  | 3  | +5   |  |     | —                | 1–0               | 2–1                                    | 3–0                   |
| 2    | Angola                   | 9    | 6  | 2 | 3 | 1 | 6  | 5  | +1   |  | 1–1 | —                | 2–1               | 0–0                                    |                       |
| 3    | República Centroafricana | 7    | 6  | 2 | 1 | 3 | 9  | 7  | +2   |  |     | 1–1              | 1–2               | —                                      | 0–2                   |
| 4    | Madagascar               | 3    | 6  | 0 | 3 | 3 | 1  | 9  | −8   |  | 0–0 | 1–1              | 0–3               | —                                      |                       |

 Fuente: CAF
| \| Fecha \| Lugar \| Local \| \| Resultado \| \| Visitante \| \| ----------------------- \| --------------- \| ------------------------ \| \| --------- \| \| ------------------------ \| \| 1 de junio de 2022 \| Luanda \| Angola \| \| 2 – 1 \| \| República Centroafricana \| \| 1 de junio de 2022 \| Costa del Cabo \| Ghana \| \| 3 – 0 \| \| Madagascar \| \| 5 de junio de 2022 \| Luanda (Angola) \| República Centroafricana \| \| 1 – 1 \| \| Ghana \| \| 5 de junio de 2022 \| Antananarivo \| Madagascar \| \| 1 – 1 \| \| Angola \| \| 23 de marzo de 2023 \| Antananarivo \| Madagascar \| \| 0 – 3 \| \| República Centroafricana \| \| 23 de marzo de 2023 \| Kumasi \| Ghana \| \| 1 – 0 \| \| Angola \| \| 27 de marzo de 2023 \| Duala (Camerún) \| República Centroafricana \| \| 2 – 0 \| \| Madagascar \| \| 27 de marzo de 2023 \| Luanda \| Angola \| \| 1 – 1 \| \| Ghana \| \| 17 de junio de 2023 \| Duala (Camerún) \| República Centroafricana \| \| 1 – 2 \| \| Angola \| \| 18 de junio de 2023 \| Antananarivo \| Madagascar \| \| 0 – 0 \| \| Ghana \| \| 7 de septiembre de 2023 \| Kumasi \| Ghana \| \| 2 – 1 \| \| República Centroafricana \| \| 7 de septiembre de 2023 \| Lubango \| Angola \| \| 0 – 0 \| \| Madagascar \| |                 |                          |                                        |           |                                        |                          |
| Fecha | Lugar           | Local                    |                                        | Resultado |                                        | Visitante                |
| 1 de junio de 2022 | Luanda          | Angola                   | Bandera de Angola                      | 2 – 1     | Bandera de la República Centroafricana | República Centroafricana |
| 1 de junio de 2022 | Costa del Cabo  | Ghana                    | Bandera de Ghana                       | 3 – 0     | Bandera de Madagascar                  | Madagascar               |
| 5 de junio de 2022 | Luanda (Angola) | República Centroafricana | Bandera de la República Centroafricana | 1 – 1     | Bandera de Ghana                       | Ghana                    |
| 5 de junio de 2022 | Antananarivo    | Madagascar               | Bandera de Madagascar                  | 1 – 1     | Bandera de Angola                      | Angola                   |
| 23 de marzo de 2023 | Antananarivo    | Madagascar               | Bandera de Madagascar                  | 0 – 3     | Bandera de la República Centroafricana | República Centroafricana |
| 23 de marzo de 2023 | Kumasi          | Ghana                    | Bandera de Ghana                       | 1 – 0     | Bandera de Angola                      | Angola                   |
| 27 de marzo de 2023 | Duala (Camerún) | República Centroafricana | Bandera de la República Centroafricana | 2 – 0     | Bandera de Madagascar                  | Madagascar               |
| 27 de marzo de 2023 | Luanda          | Angola                   | Bandera de Angola                      | 1 – 1     | Bandera de Ghana                       | Ghana                    |
| 17 de junio de 2023 | Duala (Camerún) | República Centroafricana | Bandera de la República Centroafricana | 1 – 2     | Bandera de Angola                      | Angola                   |
| 18 de junio de 2023 | Antananarivo    | Madagascar               | Bandera de Madagascar                  | 0 – 0     | Bandera de Ghana                       | Ghana                    |
| 7 de septiembre de 2023 | Kumasi          | Ghana                    | Bandera de Ghana                       | 2 – 1     | Bandera de la República Centroafricana | República Centroafricana |
| 7 de septiembre de 2023 | Lubango         | Angola                   | Bandera de Angola                      | 0 – 0     | Bandera de Madagascar                  | Madagascar               |

### Grupo F
| Pos. | Equipo   | Pts. | PJ | G | E | P | GF | GC | Dif. |  |     | Bandera de Argelia | Bandera de Tanzania | Bandera de Uganda | Bandera de Niger |
| ---- | -------- | ---- | -- | - | - | - | -- | -- | ---- |  | --- | ------------------ | ------------------- | ----------------- | ---------------- |
| 1    | Argelia  | 16   | 6  | 5 | 1 | 0 | 9  | 2  | +7   |  |     | —                  | 0–0                 | 2–0               | 2–1              |
| 2    | Tanzania | 8    | 6  | 2 | 2 | 2 | 3  | 4  | −1   |  | 0–2 | —                  | 0–1                 | 1–0               |                  |
| 3    | Uganda   | 7    | 6  | 2 | 1 | 3 | 5  | 6  | −1   |  |     | 1–2                | 0–1                 | —                 | 1–1              |
| 4    | Níger    | 2    | 6  | 0 | 2 | 4 | 2  | 7  | −5   |  | 0–1 | 1–1                | 0–2                 | —                 |                  |

 Fuente: CAF
| \| Fecha \| Lugar \| Local \| \| Resultado \| \| Visitante \| \| ----------------------- \| --------------------- \| -------- \| \| --------- \| \| --------- \| \| 4 de junio de 2022 \| Cotonú (Benín) \| Níger \| \| 1 – 1 \| \| Tanzania \| \| 4 de junio de 2022 \| Argel \| Argelia \| \| 2 – 0 \| \| Uganda \| \| 8 de junio de 2022 \| Entebbe \| Uganda \| \| 1 – 1 \| \| Níger \| \| 8 de junio de 2022 \| Dar es-Salam \| Tanzania \| \| 0 – 2 \| \| Argelia \| \| 23 de marzo de 2023 \| Baraki \| Argelia \| \| 2 – 1 \| \| Níger \| \| 24 de marzo de 2023 \| Ismailía (Egipto) \| Uganda \| \| 0 – 1 \| \| Tanzania \| \| 27 de marzo de 2023 \| Radès (Túnez) \| Níger \| \| 0 – 1 \| \| Argelia \| \| 28 de marzo de 2023 \| Dar es-Salam \| Tanzania \| \| 0 – 1 \| \| Uganda \| \| 18 de junio de 2023 \| Dar es-Salam \| Tanzania \| \| 1 – 0 \| \| Níger \| \| 18 de junio de 2023 \| Duala (Camerún) \| Uganda \| \| 1 – 2 \| \| Argelia \| \| 7 de septiembre de 2023 \| Annaba \| Argelia \| \| 0 – 0 \| \| Tanzania \| \| 7 de septiembre de 2023 \| Marrakech (Marruecos) \| Níger \| \| 0 – 2 \| \| Uganda \| |                       |          |                     |           |                     |           |
| Fecha | Lugar                 | Local    |                     | Resultado |                     | Visitante |
| 4 de junio de 2022 | Cotonú (Benín)        | Níger    | Bandera de Niger    | 1 – 1     | Bandera de Tanzania | Tanzania  |
| 4 de junio de 2022 | Argel                 | Argelia  | Bandera de Argelia  | 2 – 0     | Bandera de Uganda   | Uganda    |
| 8 de junio de 2022 | Entebbe               | Uganda   | Bandera de Uganda   | 1 – 1     | Bandera de Niger    | Níger     |
| 8 de junio de 2022 | Dar es-Salam          | Tanzania | Bandera de Tanzania | 0 – 2     | Bandera de Argelia  | Argelia   |
| 23 de marzo de 2023 | Baraki                | Argelia  | Bandera de Argelia  | 2 – 1     | Bandera de Niger    | Níger     |
| 24 de marzo de 2023 | Ismailía (Egipto)     | Uganda   | Bandera de Uganda   | 0 – 1     | Bandera de Tanzania | Tanzania  |
| 27 de marzo de 2023 | Radès (Túnez)         | Níger    | Bandera de Niger    | 0 – 1     | Bandera de Argelia  | Argelia   |
| 28 de marzo de 2023 | Dar es-Salam          | Tanzania | Bandera de Tanzania | 0 – 1     | Bandera de Uganda   | Uganda    |
| 18 de junio de 2023 | Dar es-Salam          | Tanzania | Bandera de Tanzania | 1 – 0     | Bandera de Niger    | Níger     |
| 18 de junio de 2023 | Duala (Camerún)       | Uganda   | Bandera de Uganda   | 1 – 2     | Bandera de Argelia  | Argelia   |
| 7 de septiembre de 2023 | Annaba                | Argelia  | Bandera de Argelia  | 0 – 0     | Bandera de Tanzania | Tanzania  |
| 7 de septiembre de 2023 | Marrakech (Marruecos) | Níger    | Bandera de Niger    | 0 – 2     | Bandera de Uganda   | Uganda    |

### Grupo G
| Pos. | Equipo        | Pts. | PJ | G | E | P | GF | GC | Dif. |  |     | Bandera de Mali | Bandera de Gambia | Bandera de República del Congo | Bandera de Sudán del Sur |
| ---- | ------------- | ---- | -- | - | - | - | -- | -- | ---- |  | --- | --------------- | ----------------- | ------------------------------ | ------------------------ |
| 1    | Malí          | 15   | 6  | 5 | 0 | 1 | 15 | 2  | +13  |  |     | —               | 2–0               | 4–0                            | 4–0                      |
| 2    | Gambia        | 10   | 6  | 3 | 1 | 2 | 7  | 7  | 0    |  | 1–0 | —               | 2–2               | 1–0                            |                          |
| 3    | Congo         | 7    | 6  | 2 | 1 | 3 | 5  | 10 | −5   |  |     | 0–2             | 1–0               | —                              | 1–2                      |
| 4    | Sudán del Sur | 3    | 6  | 1 | 0 | 5 | 5  | 13 | −8   |  | 1–3 | 2–3             | 0–1               | —                              |                          |

 Fuente: CAF
| \| Fecha \| Lugar \| Local \| \| Resultado \| \| Visitante \| \| ------------------------ \| ----------------------- \| ------------- \| \| --------- \| \| ------------- \| \| 4 de junio de 2022 \| Thiès (Senegal) \| Gambia \| \| 1 – 0 \| \| Sudán del Sur \| \| 4 de junio de 2022 \| Bamako \| Malí \| \| 4 – 0 \| \| Congo \| \| 8 de junio de 2022 \| Brazzaville \| Congo \| \| 1 – 0 \| \| Gambia \| \| 9 de junio de 2022 \| Entebbe (Uganda) \| Sudán del Sur \| \| 1 – 3 \| \| Malí \| \| 23 de marzo de 2023 \| Brazzaville \| Congo \| \| 1 – 2 \| \| Sudán del Sur \| \| 24 de marzo de 2023 \| Bamako \| Malí \| \| 2 – 0 \| \| Gambia \| \| 27 de marzo de 2023 \| Dar es-Salam (Tanzania) \| Sudán del Sur \| \| 0 – 1 \| \| Congo \| \| 28 de marzo de 2023 \| Casablanca (Marruecos) \| Gambia \| \| 1 – 0 \| \| Malí \| \| 14 de junio de 2023 \| Ismailía (Egipto) \| Sudán del Sur \| \| 2 – 3 \| \| Gambia \| \| 18 de junio de 2023 \| Brazzaville \| Congo \| \| 0 – 2 \| \| Malí \| \| 8 de septiembre de 2023 \| Bamako \| Malí \| \| 4 – 0 \| \| Sudán del Sur \| \| 10 de septiembre de 2023 \| Marrakech (Marruecos) \| Gambia \| \| 2 – 2 \| \| Congo \| |                         |               |                                |           |                                |               |
| Fecha | Lugar                   | Local         |                                | Resultado |                                | Visitante     |
| 4 de junio de 2022 | Thiès (Senegal)         | Gambia        | Bandera de Gambia              | 1 – 0     | Bandera de Sudán del Sur       | Sudán del Sur |
| 4 de junio de 2022 | Bamako                  | Malí          | Bandera de Mali                | 4 – 0     | Bandera de República del Congo | Congo         |
| 8 de junio de 2022 | Brazzaville             | Congo         | Bandera de República del Congo | 1 – 0     | Bandera de Gambia              | Gambia        |
| 9 de junio de 2022 | Entebbe (Uganda)        | Sudán del Sur | Bandera de Sudán del Sur       | 1 – 3     | Bandera de Mali                | Malí          |
| 23 de marzo de 2023 | Brazzaville             | Congo         | Bandera de República del Congo | 1 – 2     | Bandera de Sudán del Sur       | Sudán del Sur |
| 24 de marzo de 2023 | Bamako                  | Malí          | Bandera de Mali                | 2 – 0     | Bandera de Gambia              | Gambia        |
| 27 de marzo de 2023 | Dar es-Salam (Tanzania) | Sudán del Sur | Bandera de Sudán del Sur       | 0 – 1     | Bandera de República del Congo | Congo         |
| 28 de marzo de 2023 | Casablanca (Marruecos)  | Gambia        | Bandera de Gambia              | 1 – 0     | Bandera de Mali                | Malí          |
| 14 de junio de 2023 | Ismailía (Egipto)       | Sudán del Sur | Bandera de Sudán del Sur       | 2 – 3     | Bandera de Gambia              | Gambia        |
| 18 de junio de 2023 | Brazzaville             | Congo         | Bandera de República del Congo | 0 – 2     | Bandera de Mali                | Malí          |
| 8 de septiembre de 2023 | Bamako                  | Malí          | Bandera de Mali                | 4 – 0     | Bandera de Sudán del Sur       | Sudán del Sur |
| 10 de septiembre de 2023 | Marrakech (Marruecos)   | Gambia        | Bandera de Gambia              | 2 – 2     | Bandera de República del Congo | Congo         |

### Grupo H
| Pos. | Equipo          | Pts. | PJ | G | E | P | GF | GC | Dif. |  |     | Bandera de Zambia | Bandera de Costa de Marfil | Bandera de Comoras | Bandera de Lesoto |
| ---- | --------------- | ---- | -- | - | - | - | -- | -- | ---- |  | --- | ----------------- | -------------------------- | ------------------ | ----------------- |
| 1    | Zambia          | 13   | 6  | 4 | 1 | 1 | 12 | 6  | +6   |  |     | —                 | 3–0                        | 2–1                | 3–1               |
| 2    | Costa de Marfil | 13   | 6  | 4 | 1 | 1 | 9  | 5  | +4   |  | 3–1 | —                 | 3–1                        | 1–0                |                   |
| 3    | Comoras         | 7    | 6  | 2 | 1 | 3 | 6  | 8  | −2   |  |     | 1–1               | 0–2                        | —                  | 2–0               |
| 4    | Lesoto          | 1    | 6  | 0 | 1 | 5 | 1  | 9  | −8   |  | 0–2 | 0–0               | 0–1                        | —                  |                   |

 Fuente: CAF
Notas:
1. 1 2  Puntos en partidos directos: Zambia 3, Costa de Marfil 3. Diferencia de goles en partidos directos: Zambia +1, Costa de Marfil –1.

| \| Fecha \| Lugar \| Local \| \| Resultado \| \| Visitante \| \| ----------------------- \| ------------------ \| --------------- \| \| --------- \| \| --------------- \| \| 3 de junio de 2022 \| Moroni \| Comoras \| \| 2 – 0 \| \| Lesoto \| \| 3 de junio de 2022 \| Yamusukro \| Costa de Marfil \| \| 3 – 1 \| \| Zambia \| \| 7 de junio de 2022 \| Lusaka \| Zambia \| \| 2 – 1 \| \| Comoras \| \| 9 de junio de 2022 \| Soweto (Sudáfrica) \| Lesoto \| \| 0 – 0 \| \| Costa de Marfil \| \| 23 de marzo de 2023 \| Ndola \| Zambia \| \| 3 – 1 \| \| Lesoto \| \| 24 de marzo de 2023 \| Bouaké \| Costa de Marfil \| \| 3 – 1 \| \| Comoras \| \| 26 de marzo de 2023 \| Soweto (Sudáfrica) \| Lesoto \| \| 0 – 2 \| \| Zambia \| \| 28 de marzo de 2023 \| Moroni \| Comoras \| \| 0 – 2 \| \| Costa de Marfil \| \| 17 de junio de 2023 \| Ndola \| Zambia \| \| 3 – 0 \| \| Costa de Marfil \| \| 17 de junio de 2023 \| Soweto (Sudáfrica) \| Lesoto \| \| 0 – 1 \| \| Comoras \| \| 9 de septiembre de 2023 \| San Pedro \| Costa de Marfil \| \| 1 – 0 \| \| Lesoto \| \| 9 de septiembre de 2023 \| Moroni \| Comoras \| \| 1 – 1 \| \| Zambia \| |                    |                 |                            |           |                            |                 |
| Fecha | Lugar              | Local           |                            | Resultado |                            | Visitante       |
| 3 de junio de 2022 | Moroni             | Comoras         | Bandera de Comoras         | 2 – 0     | Bandera de Lesoto          | Lesoto          |
| 3 de junio de 2022 | Yamusukro          | Costa de Marfil | Bandera de Costa de Marfil | 3 – 1     | Bandera de Zambia          | Zambia          |
| 7 de junio de 2022 | Lusaka             | Zambia          | Bandera de Zambia          | 2 – 1     | Bandera de Comoras         | Comoras         |
| 9 de junio de 2022 | Soweto (Sudáfrica) | Lesoto          | Bandera de Lesoto          | 0 – 0     | Bandera de Costa de Marfil | Costa de Marfil |
| 23 de marzo de 2023 | Ndola              | Zambia          | Bandera de Zambia          | 3 – 1     | Bandera de Lesoto          | Lesoto          |
| 24 de marzo de 2023 | Bouaké             | Costa de Marfil | Bandera de Costa de Marfil | 3 – 1     | Bandera de Comoras         | Comoras         |
| 26 de marzo de 2023 | Soweto (Sudáfrica) | Lesoto          | Bandera de Lesoto          | 0 – 2     | Bandera de Zambia          | Zambia          |
| 28 de marzo de 2023 | Moroni             | Comoras         | Bandera de Comoras         | 0 – 2     | Bandera de Costa de Marfil | Costa de Marfil |
| 17 de junio de 2023 | Ndola              | Zambia          | Bandera de Zambia          | 3 – 0     | Bandera de Costa de Marfil | Costa de Marfil |
| 17 de junio de 2023 | Soweto (Sudáfrica) | Lesoto          | Bandera de Lesoto          | 0 – 1     | Bandera de Comoras         | Comoras         |
| 9 de septiembre de 2023 | San Pedro          | Costa de Marfil | Bandera de Costa de Marfil | 1 – 0     | Bandera de Lesoto          | Lesoto          |
| 9 de septiembre de 2023 | Moroni             | Comoras         | Bandera de Comoras         | 1 – 1     | Bandera de Zambia          | Zambia          |

### Grupo I
| Pos. | Equipo                          | Pts. | PJ | G | E | P | GF | GC | Dif. |  |     | Bandera de República Democrática del Congo | Bandera de Mauritania | Bandera de Gabón | Bandera de Sudán |
| ---- | ------------------------------- | ---- | -- | - | - | - | -- | -- | ---- |  | --- | ------------------------------------------ | --------------------- | ---------------- | ---------------- |
| 1    | República Democrática del Congo | 12   | 6  | 4 | 0 | 2 | 11 | 4  | +7   |  |     | —                                          | 3–1                   | 0–1              | 2–0              |
| 2    | Mauritania                      | 10   | 6  | 3 | 1 | 2 | 9  | 7  | +2   |  | 0–3 | —                                          | 2–1                   | 3–0              |                  |
| 3    | Gabón                           | 7    | 6  | 2 | 1 | 3 | 3  | 5  | −2   |  |     | 0–2                                        | 0–0                   | —                | 1–0              |
| 4    | Sudán                           | 6    | 6  | 2 | 0 | 4 | 3  | 10 | −7   |  | 2–1 | 0–3                                        | 1–0                   | —                |                  |

 Fuente: CAF
| \| Fecha \| Lugar \| Local \| \| Resultado \| \| Visitante \| \| ----------------------- \| ------------------ \| ------------------------------- \| \| ----------- \| \| ------------------------------- \| \| 4 de junio de 2022 \| Nuakchot \| Mauritania \| \| 3 – 0 \| \| Sudán \| \| 4 de junio de 2022 \| Kinsasa \| República Democrática del Congo \| \| 0 – 1 \| \| Gabón \| \| 8 de junio de 2022 \| Franceville \| Gabón \| \| 0 – 0 \| \| Mauritania \| \| 8 de junio de 2022 \| Omdurmán \| Sudán \| \| 2 – 1 \| \| República Democrática del Congo \| \| 23 de marzo de 2023 \| Franceville \| Gabón \| \| 1 – 0 \| \| Sudán \| \| 24 de marzo de 2023 \| Lubumbashi \| República Democrática del Congo \| \| 3 – 1 \| \| Mauritania \| \| 27 de marzo de 2023 \| Omdurmán \| Sudán \| \| 1 – 0 \| \| Gabón \| \| 28 de marzo de 2023 \| Nuakchot \| Mauritania \| \| 0 – 3[n. 1] \| \| República Democrática del Congo \| \| 18 de junio de 2023 \| Franceville \| Gabón \| \| 0 – 2 \| \| República Democrática del Congo \| \| 20 de junio de 2023 \| Agadir (Marruecos) \| Sudán \| \| 0 – 3 \| \| Mauritania \| \| 9 de septiembre de 2023 \| Kinsasa \| República Democrática del Congo \| \| 2 – 0 \| \| Sudán \| \| 9 de septiembre de 2023 \| Nuakchot \| Mauritania \| \| 2 – 1 \| \| Gabón \| |                    |                                 |                                            |           |                                            |                                 |
| Fecha | Lugar              | Local                           |                                            | Resultado |                                            | Visitante                       |
| 4 de junio de 2022 | Nuakchot           | Mauritania                      | Bandera de Mauritania                      | 3 – 0     | Bandera de Sudán                           | Sudán                           |
| 4 de junio de 2022 | Kinsasa            | República Democrática del Congo | Bandera de República Democrática del Congo | 0 – 1     | Bandera de Gabón                           | Gabón                           |
| 8 de junio de 2022 | Franceville        | Gabón                           | Bandera de Gabón                           | 0 – 0     | Bandera de Mauritania                      | Mauritania                      |
| 8 de junio de 2022 | Omdurmán           | Sudán                           | Bandera de Sudán                           | 2 – 1     | Bandera de República Democrática del Congo | República Democrática del Congo |
| 23 de marzo de 2023 | Franceville        | Gabón                           | Bandera de Gabón                           | 1 – 0     | Bandera de Sudán                           | Sudán                           |
| 24 de marzo de 2023 | Lubumbashi         | República Democrática del Congo | Bandera de República Democrática del Congo | 3 – 1     | Bandera de Mauritania                      | Mauritania                      |
| 27 de marzo de 2023 | Omdurmán           | Sudán                           | Bandera de Sudán                           | 1 – 0     | Bandera de Gabón                           | Gabón                           |
| 28 de marzo de 2023 | Nuakchot           | Mauritania                      | Bandera de Mauritania                      | 0 – 3     | Bandera de República Democrática del Congo | República Democrática del Congo |
| 18 de junio de 2023 | Franceville        | Gabón                           | Bandera de Gabón                           | 0 – 2     | Bandera de República Democrática del Congo | República Democrática del Congo |
| 20 de junio de 2023 | Agadir (Marruecos) | Sudán                           | Bandera de Sudán                           | 0 – 3     | Bandera de Mauritania                      | Mauritania                      |
| 9 de septiembre de 2023 | Kinsasa            | República Democrática del Congo | Bandera de República Democrática del Congo | 2 – 0     | Bandera de Sudán                           | Sudán                           |
| 9 de septiembre de 2023 | Nuakchot           | Mauritania                      | Bandera de Mauritania                      | 2 – 1     | Bandera de Gabón                           | Gabón                           |

### Grupo J
| Pos. | Equipo            | Pts. | PJ | G | E | P | GF | GC | Dif. |  |     | Bandera de Túnez | Bandera de Guinea Ecuatorial | Bandera de Botsuana | Bandera de Libia |
| ---- | ----------------- | ---- | -- | - | - | - | -- | -- | ---- |  | --- | ---------------- | ---------------------------- | ------------------- | ---------------- |
| 1    | Túnez             | 13   | 6  | 4 | 1 | 1 | 11 | 1  | +10  |  |     | —                | 4–0                          | 3–0                 | 3–0              |
| 2    | Guinea Ecuatorial | 13   | 6  | 4 | 1 | 1 | 9  | 7  | +2   |  | 1–0 | —                | 2–0                          | 2–0                 |                  |
| 3    | Botsuana          | 4    | 6  | 1 | 1 | 4 | 3  | 9  | −6   |  |     | 0–0              | 2–3                          | —                   | 1–0              |
| 4    | Libia             | 4    | 6  | 1 | 1 | 4 | 2  | 8  | −6   |  | 0–1 | 1–1              | 1–0                          | —                   |                  |

 Fuente: CAF
Notas:
1. 1 2  Puntos en partidos directos: Túnez 3, Guinea Ecuatorial 3. Diferencia de goles en partidos directos: Túnez +3, Guinea Ecuatorial –3.
2. 1 2  Puntos en partidos directos: Botsuana 3, Libia 3. Goles a favor: Botsuana 3, Libia 2.

| \| Fecha \| Lugar \| Local \| \| Resultado \| \| Visitante \| \| ----------------------- \| ----------- \| ----------------- \| \| --------- \| \| ----------------- \| \| 1 de junio de 2022 \| Bengasi \| Libia \| \| 1 – 0 \| \| Botsuana \| \| 2 de junio de 2022 \| Radès \| Túnez \| \| 4 – 0 \| \| Guinea Ecuatorial \| \| 5 de junio de 2022 \| Francistown \| Botsuana \| \| 0 – 0 \| \| Túnez \| \| 6 de junio de 2022 \| Malabo \| Guinea Ecuatorial \| \| 2 – 0 \| \| Libia \| \| 24 de marzo de 2023 \| Malabo \| Guinea Ecuatorial \| \| 2 – 0 \| \| Botsuana \| \| 24 de marzo de 2023 \| Radès \| Túnez \| \| 3 – 0 \| \| Libia \| \| 28 de marzo de 2023 \| Francistown \| Botsuana \| \| 2 – 3 \| \| Guinea Ecuatorial \| \| 28 de marzo de 2023 \| Bengasi \| Libia \| \| 0 – 1 \| \| Túnez \| \| 17 de junio de 2023 \| Malabo \| Guinea Ecuatorial \| \| 1 – 0 \| \| Túnez \| \| 17 de junio de 2023 \| Francistown \| Botsuana \| \| 1 – 0 \| \| Libia \| \| 6 de septiembre de 2023 \| Bengasi \| Libia \| \| 1 – 1 \| \| Guinea Ecuatorial \| \| 7 de septiembre de 2023 \| Radès \| Túnez \| \| 3 – 0 \| \| Botsuana \| |             |                   |                              |           |                              |                   |
| Fecha | Lugar       | Local             |                              | Resultado |                              | Visitante         |
| 1 de junio de 2022 | Bengasi     | Libia             | Bandera de Libia             | 1 – 0     | Bandera de Botsuana          | Botsuana          |
| 2 de junio de 2022 | Radès       | Túnez             | Bandera de Túnez             | 4 – 0     | Bandera de Guinea Ecuatorial | Guinea Ecuatorial |
| 5 de junio de 2022 | Francistown | Botsuana          | Bandera de Botsuana          | 0 – 0     | Bandera de Túnez             | Túnez             |
| 6 de junio de 2022 | Malabo      | Guinea Ecuatorial | Bandera de Guinea Ecuatorial | 2 – 0     | Bandera de Libia             | Libia             |
| 24 de marzo de 2023 | Malabo      | Guinea Ecuatorial | Bandera de Guinea Ecuatorial | 2 – 0     | Bandera de Botsuana          | Botsuana          |
| 24 de marzo de 2023 | Radès       | Túnez             | Bandera de Túnez             | 3 – 0     | Bandera de Libia             | Libia             |
| 28 de marzo de 2023 | Francistown | Botsuana          | Bandera de Botsuana          | 2 – 3     | Bandera de Guinea Ecuatorial | Guinea Ecuatorial |
| 28 de marzo de 2023 | Bengasi     | Libia             | Bandera de Libia             | 0 – 1     | Bandera de Túnez             | Túnez             |
| 17 de junio de 2023 | Malabo      | Guinea Ecuatorial | Bandera de Guinea Ecuatorial | 1 – 0     | Bandera de Túnez             | Túnez             |
| 17 de junio de 2023 | Francistown | Botsuana          | Bandera de Botsuana          | 1 – 0     | Bandera de Libia             | Libia             |
| 6 de septiembre de 2023 | Bengasi     | Libia             | Bandera de Libia             | 1 – 1     | Bandera de Guinea Ecuatorial | Guinea Ecuatorial |
| 7 de septiembre de 2023 | Radès       | Túnez             | Bandera de Túnez             | 3 – 0     | Bandera de Botsuana          | Botsuana          |

### Grupo K
| Pos. | Equipo    | Pts. | PJ | G | E | P | GF | GC | Dif. |  |     | Bandera de Marruecos | Bandera de Sudáfrica | Bandera de Liberia | Bandera de Zimbabue |
| ---- | --------- | ---- | -- | - | - | - | -- | -- | ---- |  | --- | -------------------- | -------------------- | ------------------ | ------------------- |
| 1    | Marruecos | 9    | 4  | 3 | 0 | 1 | 8  | 3  | +5   |  |     | —                    | 2–1                  | 3–0                | —                   |
| 2    | Sudáfrica | 7    | 4  | 2 | 1 | 1 | 7  | 6  | +1   |  | 2–1 | —                    | 2–2                  | —                  |                     |
| 3    | Liberia   | 1    | 4  | 0 | 1 | 3 | 3  | 9  | −6   |  |     | 0–2                  | 1–2                  | —                  | —                   |
| 4    | Zimbabue  | 0    | 0  | 0 | 0 | 0 | 0  | 0  | 0    |  |     | —                    | —                    | —                  | —                   |

 Fuente: CAF
| \| Fecha \| Lugar \| Local \| \| Resultado \| \| Visitante \| \| --------------------------- \| ---------------------- \| --------- \| \| --------- \| \| --------- \| \| 9 de junio de 2022 \| Rabat \| Marruecos \| \| 2 – 1 \| \| Sudáfrica \| \| Cancelado \| \| Zimbabue \| \| – \| \| Liberia \| \| 13 de junio de 2022 \| Casablanca (Marruecos) \| Liberia \| \| 0 – 2 \| \| Marruecos \| \| Cancelado \| \| Sudáfrica \| \| – \| \| Zimbabue \| \| 24 de marzo de 2023 \| Johannesburgo \| Sudáfrica \| \| 2 – 2 \| \| Liberia \| \| Cancelado \| \| Marruecos \| \| – \| \| Zimbabue \| \| 28 de marzo de 2023 \| Monrovia \| Liberia \| \| 1 – 2 \| \| Sudáfrica \| \| Cancelado \| \| Zimbabue \| \| – \| \| Marruecos \| \| 17 de junio de 2023 \| Johannesburgo \| Sudáfrica \| \| 2 – 1 \| \| Marruecos \| \| Cancelado \| \| Liberia \| \| – \| \| Zimbabue \| \| 17 de octubre de 2023[n. 2] \| Agadir \| Marruecos \| \| 3 – 0 \| \| Liberia \| \| Cancelado \| \| Zimbabue \| \| – \| \| Sudáfrica \| |                        |           |                      |           |                      |           |
| Fecha | Lugar                  | Local     |                      | Resultado |                      | Visitante |
| 9 de junio de 2022 | Rabat                  | Marruecos | Bandera de Marruecos | 2 – 1     | Bandera de Sudáfrica | Sudáfrica |
| Cancelado |                        | Zimbabue  | Bandera de Zimbabue  | –         | Bandera de Liberia   | Liberia   |
| 13 de junio de 2022 | Casablanca (Marruecos) | Liberia   | Bandera de Liberia   | 0 – 2     | Bandera de Marruecos | Marruecos |
| Cancelado |                        | Sudáfrica | Bandera de Sudáfrica | –         | Bandera de Zimbabue  | Zimbabue  |
| 24 de marzo de 2023 | Johannesburgo          | Sudáfrica | Bandera de Sudáfrica | 2 – 2     | Bandera de Liberia   | Liberia   |
| Cancelado |                        | Marruecos | Bandera de Marruecos | –         | Bandera de Zimbabue  | Zimbabue  |
| 28 de marzo de 2023 | Monrovia               | Liberia   | Bandera de Liberia   | 1 – 2     | Bandera de Sudáfrica | Sudáfrica |
| Cancelado |                        | Zimbabue  | Bandera de Zimbabue  | –         | Bandera de Marruecos | Marruecos |
| 17 de junio de 2023 | Johannesburgo          | Sudáfrica | Bandera de Sudáfrica | 2 – 1     | Bandera de Marruecos | Marruecos |
| Cancelado |                        | Liberia   | Bandera de Liberia   | –         | Bandera de Zimbabue  | Zimbabue  |
| 17 de octubre de 2023 | Agadir                 | Marruecos | Bandera de Marruecos | 3 – 0     | Bandera de Liberia   | Liberia   |
| Cancelado |                        | Zimbabue  | Bandera de Zimbabue  | –         | Bandera de Sudáfrica | Sudáfrica |

### Grupo L
| Pos. | Equipo     | Pts. | PJ | G | E | P | GF | GC | Dif. |  |     | Bandera de Senegal | Bandera de Mozambique | Bandera de Benín | Bandera de Ruanda |
| ---- | ---------- | ---- | -- | - | - | - | -- | -- | ---- |  | --- | ------------------ | --------------------- | ---------------- | ----------------- |
| 1    | Senegal    | 14   | 6  | 4 | 2 | 0 | 12 | 4  | +8   |  |     | —                  | 5–1                   | 3–1              | 1–1               |
| 2    | Mozambique | 10   | 6  | 3 | 1 | 2 | 8  | 9  | −1   |  | 0–1 | —                  | 3–2                   | 1–1              |                   |
| 3    | Benín      | 5    | 6  | 1 | 2 | 3 | 8  | 9  | −1   |  |     | 1–1                | 0–1                   | —                | 1–1               |
| 4    | Ruanda     | 3    | 6  | 0 | 3 | 3 | 3  | 9  | −6   |  | 0–1 | 0–2                | 0–3                   | —                |                   |

 Fuente: CAF
| \| Fecha \| Lugar \| Local \| \| Resultado \| \| Visitante \| \| ----------------------- \| ------------------------- \| ---------- \| \| ----------- \| \| ---------- \| \| 2 de junio de 2022 \| Johannesburgo (Sudáfrica) \| Mozambique \| \| 1 – 1 \| \| Ruanda \| \| 4 de junio de 2022 \| Diamniadio \| Senegal \| \| 3 – 1 \| \| Benín \| \| 7 de junio de 2022 \| Diamniadio (Senegal) \| Ruanda \| \| 0 – 1 \| \| Senegal \| \| 8 de junio de 2022 \| Cotonú \| Benín \| \| 0 – 1 \| \| Mozambique \| \| 22 de marzo de 2023 \| Cotonú \| Benín \| \| 1 – 1 \| \| Ruanda \| \| 24 de marzo de 2023 \| Diamniadio \| Senegal \| \| 5 – 1 \| \| Mozambique \| \| 28 de marzo de 2023 \| Maputo \| Mozambique \| \| 0 – 1 \| \| Senegal \| \| 29 de marzo de 2023 \| Butare \| Ruanda \| \| 0 – 3[n. 3] \| \| Benín \| \| 17 de junio de 2023 \| Cotonú \| Benín \| \| 1 – 1 \| \| Senegal \| \| 18 de junio de 2023 \| Butare \| Ruanda \| \| 0 – 2 \| \| Mozambique \| \| 9 de septiembre de 2023 \| Maputo \| Mozambique \| \| 3 – 2 \| \| Benín \| \| 9 de septiembre de 2023 \| Diamniadio \| Senegal \| \| 1 – 1 \| \| Ruanda \| |                           |            |                       |           |                       |            |
| Fecha | Lugar                     | Local      |                       | Resultado |                       | Visitante  |
| 2 de junio de 2022 | Johannesburgo (Sudáfrica) | Mozambique | Bandera de Mozambique | 1 – 1     | Bandera de Ruanda     | Ruanda     |
| 4 de junio de 2022 | Diamniadio                | Senegal    | Bandera de Senegal    | 3 – 1     | Bandera de Benín      | Benín      |
| 7 de junio de 2022 | Diamniadio (Senegal)      | Ruanda     | Bandera de Ruanda     | 0 – 1     | Bandera de Senegal    | Senegal    |
| 8 de junio de 2022 | Cotonú                    | Benín      | Bandera de Benín      | 0 – 1     | Bandera de Mozambique | Mozambique |
| 22 de marzo de 2023 | Cotonú                    | Benín      | Bandera de Benín      | 1 – 1     | Bandera de Ruanda     | Ruanda     |
| 24 de marzo de 2023 | Diamniadio                | Senegal    | Bandera de Senegal    | 5 – 1     | Bandera de Mozambique | Mozambique |
| 28 de marzo de 2023 | Maputo                    | Mozambique | Bandera de Mozambique | 0 – 1     | Bandera de Senegal    | Senegal    |
| 29 de marzo de 2023 | Butare                    | Ruanda     | Bandera de Ruanda     | 0 – 3     | Bandera de Benín      | Benín      |
| 17 de junio de 2023 | Cotonú                    | Benín      | Bandera de Benín      | 1 – 1     | Bandera de Senegal    | Senegal    |
| 18 de junio de 2023 | Butare                    | Ruanda     | Bandera de Ruanda     | 0 – 2     | Bandera de Mozambique | Mozambique |
| 9 de septiembre de 2023 | Maputo                    | Mozambique | Bandera de Mozambique | 3 – 2     | Bandera de Benín      | Benín      |
| 9 de septiembre de 2023 | Diamniadio                | Senegal    | Bandera de Senegal    | 1 – 1     | Bandera de Ruanda     | Ruanda     |

## Clasificados
| Bandera de Costa de Marfil | Bandera de Marruecos | Bandera de Argelia   | Bandera de Senegal   | Bandera de Sudáfrica | Bandera de Burkina Faso | Bandera de Túnez     | Bandera de Egipto    |
| Costa de Marfil            | Marruecos            | Argelia              | Senegal              | Sudáfrica            | Burkina Faso            | Túnez                | Egipto               |
| Organizador                | 1.° Grupo K          | 1.° Grupo F          | 1.° Grupo L          | 2.° Grupo K          | 1.° Grupo B             | 1.° Grupo J          | 1.° Grupo D          |
| Clasificado: 20/9/14       | Clasificado: 24/3/23 | Clasificado: 27/3/23 | Clasificado: 28/3/23 | Clasificado: 28/3/23 | Clasificado: 28/3/23    | Clasificado: 28/3/23 | Clasificado: 14/6/23 |

| Bandera de Zambia    | Bandera de Guinea Ecuatorial | Bandera de Nigeria   | Bandera de Guinea-Bisáu | Bandera de Cabo Verde | Bandera de Mali      | Bandera de Guinea    | Bandera de Ghana    |
| Zambia               | Guinea Ecuatorial            | Nigeria              | Guinea-Bisáu            | Cabo Verde            | Malí                 | Guinea               | Ghana               |
| 1.° Grupo H          | 2.° Grupo J                  | 1.° Grupo A          | 2.° Grupo A             | 2.° Grupo B           | 1.° Grupo G          | 2.° Grupo D          | 1.° Grupo E         |
| Clasificado: 17/6/23 | Clasificado: 17/6/23         | Clasificado: 18/6/23 | Clasificado: 18/6/23    | Clasificado: 18/6/23  | Clasificado: 18/6/23 | Clasificado: 20/6/23 | Clasificado: 7/9/23 |

| Bandera de Angola   | Bandera de Tanzania | Bandera de Mozambique | Bandera de República Democrática del Congo | Bandera de Mauritania | Bandera de Gambia    | Bandera de Camerún   | Bandera de Namibia   |
| Angola              | Tanzania            | Mozambique            | R. D. del Congo                            | Mauritania            | Gambia               | Camerún              | Namibia              |
| 2.° Grupo E         | 2.° Grupo F         | 2.° Grupo L           | 1.° Grupo I                                | 2.° Grupo I           | 2.° Grupo G          | 1.° Grupo C          | 2.° Grupo C          |
| Clasificado: 7/9/23 | Clasificado: 7/9/23 | Clasificado: 9/9/23   | Clasificado: 9/9/23                        | Clasificado: 9/9/23   | Clasificado: 10/9/23 | Clasificado: 12/9/23 | Clasificado: 12/9/23 |

## Goleadores
5 goles
| - Victor Osimhen | - Sadio Mané |  |

4 goles
| - Dango Ouattara | - Louis Mafouta |  |

3 goles
| - Jorginho - Peter Shalulile | - Lyle Foster - Youssef Msakni | - Patson Daka |

2 goles
| - Gelson Dala - Cédric Bakambu - Omar Marmoush - Mohamed Salah - Federico Bikoro - Sabelo Ndzinisa - Osman Bukari - Mohammed Kudus - Naby Keïta | - Zinho Gano - Christian Kouamé - Ibrahim Sangaré - Gabadinho Mhango - Mohamed Camara - El Bilal Touré - Aboubakar Kamara - Youssef En-Nesyri | - Daniel Sosah - Terem Moffi - Moses Simon - Luís Leal - Boulaye Dia - Kodjo Laba - Haythem Jouini - Lameck Banda |

Un gol
| - Mohamed El Amine Amoura - Youcef Belaïli - Ramy Bensebaini - Baghdad Bounedjah - Riyad Mahrez - Aïssa Mandi - Lucas João - M'Bala Nzola - Jodel Dossou - Steve Mounié - Junior Olaitan - Mbatshi Elias - Kabelo Seakanyeng - Stephane Aziz Ki - Hassane Bandé - Abdoul Tapsoba - Bonfils-Caleb Bimenyimana - Vincent Aboubakar - Olivier Kemen - Karl Toko Ekambi - Ryan Mendes - Jamiro Monteiro - Júlio Tavares - Karl Namnganda - Isaac Ngoma - Samuel Nlend - El Fardou Ben Nabouhane - Ibroihim Djoudja - Youssouf M'Changama - Benjaloud Youssouf - Thievy Bifouma - Gabriel Charpentier - Antoine Makoumbou - Jonathan Bolingi - Gaël Kakuta - Arthur Masuaku - Tarek Hamed - Mostafa Mohamed - Ahmed Sayed Zizo - Saúl Coco - Emilio Nsue | - Iban Salvador - Siboniso Ngwenya - Shimelis Bekele - Dawa Hotessa - Kitika Jemma - Kenean Markneh - Abubeker Nassir - Shavy Babicka - Lloyd Palun - Omar Colley - Abdoulie Jallow - Felix Afena-Gyan - Antoine Semenyo - Mohamed Bayo - Morgan Guilavogui - François Kamano - Ilaix Moriba - Mama Baldé - Zidane Banjaqui - Alfa Semedo - Serge Aurier - Sébastien Haller - Franck Kessié - Jean-Philippe Krasso - Tshwarelo Bereng - William Jebor - Mohammed Sangare - Tonia Tisdell - Saleh Al Taher - Njiva Rakotoharimalala - Kalifa Coulibaly - Aliou Dieng - Kamory Doumbia - Sékou Koïta - Adama Malouda Traoré - Aly Abeid - Abdallahi Mahmoud - Mouhamed Soueid - Ayoub El Kaabi - Fayçal Fajr - Geny Catamo | - Stanley Ratifo - Gildo Vilanculos - Absalom Iimbondi - Amadou Sabo - Emmanuel Dennis - Peter Etebo - Alex Iwobi - Ademola Lookman - Thierry Manzi - Gilbert Mugisha - Blaise Nishimwe - Eba Viegas - Boulaye Dia - Habib Diallo - Iliman Ndiaye - Youssouf Sabaly - Mustapha Bundu - Musa Noah Kamara - Augustus Kargbo - Abu Komeh - Alhassan Koroma - Jonathan Morsay - Abubakarr Samura - Zakhele Lepasa - Mihlali Mayambela - Chol Daniel - Tito Okello - Mohamed Abdelrahman - Waleed Al-Shoala - Muhamed Kome - George Mpole - Saimon Msuva - Euloge Placca - Seifeddine Jaziri - Ali Maâloul - Naïm Sliti - Milton Karisa - Rogers Mato - Kings Kangwa - Enock Mwepu - Fashion Sakala |

Un autogol
| - Lebogang Ditsele (contra Guinea Ecuatorial) | - Mohammed Al Tuhami (contra Guinea Ecuatorial) | - Kiki Kouyaté (contra de Sudán del Sur) |